# Jerzy Lenda
Jerzy Czesław Lenda (ur. 12 grudnia 1953) – polski kontradmirał i inżynier techniki nawigacji, oficer okrętów desantowych, od 2005 do 2009 dowódca 8 Flotylli Obrony Wybrzeża.

## Wykształcenie
Jerzy Czesław Lenda urodził się 12 grudnia 1953 w Starowicach Dolnych. W 1972 zdał maturę w Liceum Ogólnokształcącym w Strzelinie i wstąpił do Wyższej Szkoły Marynarki Wojennej, po ukończeniu której w 1976 otrzymał promocję oficerską i tytuł inżyniera nawigatora. Studiował w Akademii Marynarki Wojennej ZSRR w Leningradzie, gdzie odbył kurs II stopnia z zakresu artylerii i broni okrętowej – konstrukcje i eksploatacja (1981–1983) oraz operacyjne studia podyplomowe (1988–1989). Jest również absolwentem Podyplomowych Studiów Operacyjno-Strategicznych w Akademii Obrony Narodowej (1999) i studiów dowódczych w Akademii Dowodzenia Marynarki Wojennej Stanów Zjednoczonych (ang. Naval Command College) w Newport (2005).

## Służba wojskowa
Pierwsze stanowisko służbowe objął na okręcie desantowym ORP „Siekierki”, gdzie był dowódcą działu okrętowego artylerii i broni rakietowej. W 1978 został zastępcą dowódcy okrętu ORP „Studzianki”, a w 1981 – zastępcą dowódcy grupy okrętów na ORP „Głogów” w jednym z dywizjonów okrętów desantowych 2 Brygady Okrętów Desantowych w Świnoujściu. Od 1983 do 1996 służył w Sztabie 8 Flotylli Obrony Wybrzeża im. wiceadm. Kazimierza Porębskiego w Świnoujściu, kolejno jako pomocnik oficera flagowego artylerii okrętowej (1983–1985), starszy oficer flagowy artylerii (1985–1991) oraz zastępca szefa Wydziału Operacyjnego (1991-1996). Następnie dowodził 2 dywizjonem Okrętów Transportowo-Minowych w Świnoujściu. Od 2002 był szefem Szkolenia Flotylli, a w latach 2005–2009 dowódca 8 Flotylli Obrony Wybrzeża. 31 stycznia 2010 zakończył zawodową służbę wojskową.

## Awanse
- kontradmirał – 15 sierpnia 2005[1]

## Odznaczenia
- Złoty Krzyż Zasługi – 2003[2]
- Złoty Medal "Siły Zbrojne w Służbie Ojczyzny"
- Srebrny Medal Siły Zbrojne w Służbie Ojczyzny
- Brązowy Medal Siły Zbrojne w Służbie Ojczyzny
- Złoty Medal "Za Zasługi dla Obronności Kraju"